# 聖安德肋堂
聖安德肋堂（英語：St. Andrew's Parish）是一座香港天主教教堂，由天主教香港教區管理。位於新界將軍澳坑口常寧路11號，建立於2006年9月23日。

## 牧職人員
- 主任司鐸：郭偉基神父
- 助理司鐸：馮賜豪神父
- 終身執事：屈浩強執事
- 牧職修女：陳艷芬修女、賴秀清修女

## 堂區現況
聖安德肋堂區服務的範圍有，包括將軍澳的尚德邨、明德邨、厚德邨、健明邨、善明邨、彩明苑、茵怡花園、景林邨、翠林邨、寶林邨、將軍澳村、叠翠軒、樂頤居、維景灣畔、靈實醫院和將軍澳醫院等等。
為方便教友參與宗教活動，除了聖安德肋堂外，堂區更包括以下的聖堂：
聖雲先堂（英語：St. Vincent’s Church），位於九龍清水灣坑口道DD224 LOT352。於1958年建立，1958年至1960年名為聖雲先小堂，屬調景嶺堂區。1960年9月28日劃分為坑口區及調景嶺區。1961年至1979年易名為聖雲仙堂，屬坑口堂區，1979年7月1日建立坑口聖雲先堂區，1988年11月11日歸屬九龍代表區。2004年1月1日，聖雲先堂區與聖安德肋堂區合併，改為聖雲先堂，屬聖安德肋堂區。

## 堂區歷史
原本隸屬於坑口聖雲仙堂的景林天主教小學彌撒中心。於1990年12月2日開始第一台感恩祭；兩年後正式成為聖安德肋準堂區。教堂由成立至1999年11月23日是由聖母聖心會打理，之後轉交教區。至於選用聖安德肋作為主堂之主保聖人是經過教友們投票選出的。
教堂借用景林天主教小學禮堂舉行感恩祭至2005年1月23日。由2005年1月29日開始堂區遷到新聖堂禮堂舉行感恩祭。聖堂辦事處也同時啟用，但由於聖堂內部裝修尚未完工故至2006年9月，仍然在禮堂舉行感恩祭。2006年9月26日新聖堂開始啟用。
聖堂於同年11月19日由主教陳日君樞機祝聖。2008年1月1日本堂與坑口聖雲先堂合併。2008年10月獲政府和教區批准，可於本堂舉婚配聖事。

## 建築風格

### 整體計設
聖堂的正廳呈四方形，象徵完美，在幾何上亦是空間的基座。以往古代的建築都有利用正方形的設計，如祭台、廟宇等。聖堂的設計表達凝聚的感覺，象徵教會共融和團體性。同時，聖堂的不同空間亦組成導向感，可以說是有方向性的空間，由門廊開始，伸延至大廳，再總結於聖堂。
不同的空間，是透過不同高度的地板以及通道，標誌不同的部分，尤是中央的通道，結合方和圓的幾何圖案，而通道中的蓮花則象徵著人的出生以及重生。

### 聖堂大門
從聖堂外庭園拾級而上到達聖堂門口，正門是由五扇玻璃門組成，門上是藍色的波浪線條和黃色的弧形圖案，代表五餅二魚故事。

### 聖洗池及地板
門口旁邊是聖洗池，設計像一條河溪，水不斷從旁邊的石刻蓮花流下，這蓮花圖案是由一名意大利修女設計，象徵出於污泥而不染，有死而復生的意思。聖堂天花的鴿子圖案，是聖經中，代表了主愛的親臨。聖堂地板上的抽象和蓮花圖案，代表著步步生花，生命不斷湧現。

### 彩繪玻璃
聖堂祭台後牆上正中有一塊特大彩繪玻璃。這玻璃由104塊細玻璃組合而成，玻璃牆高約12米，闊約25米，足有3層樓高。玻璃上的圖案，驟眼好像是十二門徒與耶穌的最後晚餐，但細數下原來有十七人，這是因為除了十二門徒外，還加入了來自東南西北四方的四個人，代表全世界的人類。畫中唯一的女性是聖母瑪利亞，耶穌站在中間。餐桌有石榴、葡萄等食物，表達豐盛的生命。
聖堂兩側設有天窗，祭台的彩繪玻璃部分能打開，空氣流通減低室溫，符合節約能源的環保原則。

### 祭台、讀經台和主禮座位
祭台是整座聖堂的焦點，它是聖所和堂內的中心，這舉行禮儀的地方，是禮儀的起點和終點。祭台由一整塊石頭雕琢出來的，一體化的設計散發著穩重的質感。
由於聖安德肋是漁夫，耶穌也曾在船上召喚門徒，而聖經也有許多發生於船上的故事，因此讀經台便是模仿船頭的設計。
各類禮儀中最重要的是感恩聖祭，由主教或司鐸主持, 所以堂內主禮座位非常受重視。它表達主禮者的領導角色和他的職務，故需簡潔得體不浮誇，但具有一定視覺效果，能幫助主禮者主持禮儀。聖堂的主禮座位便是配合了整座建築的線條來設計。
結構上說，祭台、讀經台及主禮座位，三者構成一個整體，互相配合達到平衡和諧的空間。聖安德肋堂內的三者，採用同一物料由耶路撒冷黃石造成，線條也達到了互相呼應效果。

## 堂區主保

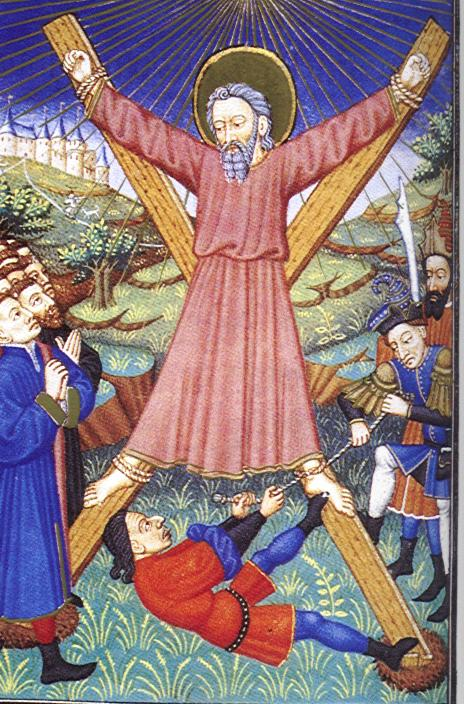
聖安德肋被钉X型十字架殉道

聖安德肋，是耶稣基督第一个门徒。被称为首召者。也是十二门徒之一，伯多祿的弟弟，在希臘被釘X型十字架而死。為俄羅斯、羅馬尼亞和蘇格蘭的主保聖人。纪念庆日为每年11月30日。

## 彌撒及禮儀時間

### 彌撒
- 主日彌撒: 07:30、09:00、10:30、12:00、18:00(粤語)
- 提前主日彌撒（星期六）: 18:00(粤語)
- 平日彌撒: 07:30(粤語)

### 明供聖體
- 每月首個星期四：20:00

## 外部連結
聖安德肋堂的評分
聖安德肋堂網站 （页面存档备份，存于）